# Julian Cleveland Smith
Pour les articles homonymes, voir Julian Smith (homonymie) et Smith.
Julian Cleveland Smith (Elmira, 7 octobre 1878 – Westmount, Québec, 24 juin 1939) est un ingénieur et homme d'affaires canadien d'origine américaine. Longuement associé à la Shawinigan Water and Power Company, dont il sera le président de 1933 à 1939, il est considéré comme l'architecte de l'aménagement hydroélectrique de la rivière Saint-Maurice, dans le centre du Québec.

## Biographie
Né à Elmira, dans le sud-ouest de l'État de New York, en octobre 1878, il déménage avec sa famille à Buffalo, où il fera ses études primaires et secondaires en compagnie de son frère jumeau Joslyn. Il s'inscrit à l'Université Cornell d'Ithaca en 1896. Bien qu'affecté par le décès de son frère en janvier 1897, Smith poursuit ses études et obtient son diplôme de génie mécanique, avec option électrique en 1900. L'édition 1900 de l'album des finissants de Cornell le décrit comme un jeune homme discret et studieux qui a eu des ambitions militaires avant de consacrer toute son attention à son programme de génie électrique.
Sorti de l'école, il occupe divers emplois de dessinateur industriel pour une compagnie manufacturière et pour l'Exposition Pan-américaine qui se tient à Buffalo en 1901. Il entre ensuite au service du bureau d'études de Wallace C. Johnson, à Niagara Falls, comme assistant.
En septembre 1902, Johnson et Smith arrivent à Shawinigan Falls afin de participer à la construction des aménagements hydroélectriques de la Shawinigan Water and Power Company. La compagnie électrique lui offre de rester en lui proposant un poste de surintendant et il s'installe à Montréal. Smith gravit les échelons et devient surintendant général en 1906Modèle:À verifier, ingénieur-chef en 1909, vice-président en 1915 et vice-président et directeur général l'année suivante. Il succède à J. E. Aldred à titre de président de la SWP en 1933.
Smith a été associé aux développements hydroélectriques majeurs entrepris par la SWP au cours de ses 40 premières années d'existence — les centrales de Shawinigan-2, Grand-Mère, La Gabelle, Rapide-Blanc et La Tuque — ainsi qu'aux efforts de régulation de la rivière Saint-Maurice qui lui valurent le surnom d'« architecte du Saint-Maurice ». Il est aussi associé à la conception et la construction de la centrale des Cèdres, un projet réalisé dans le secteur Soulanges du fleuve Saint-Laurent en collaboration avec la Montreal Light, Heat and Power entre 1913 et 1915.
Les efforts de Smith permettent à la SWP de se mériter une réputation d'excellence et d'innovation dans le domaine du génie. Sous sa direction, l'entreprise développe un savoir-faire dans la gestion hydraulique des bassins versants, doublant la productivité des rivières québécoises. De plus, les chaudières électriques développées par les ingénieurs de la SWP permettent à l'entreprise d'écouler ses surplus d'électricité au cours de la Dépression des années 1930. La qualité technique reconnue de la SWP lui permet de démarrer une filiale de génie-conseil, la Shawinigan Engineering, en 1919.
Smith siège aux conseils d'administration de plusieurs sociétés, dont la Québec Power, la Canadian Light & Power, la Montreal Light, Heat and Power, la Dominion Bridge Company Limited, la Saguenay Power Company et la Banque royale du Canada. Il préside la Montreal Tramways Company, un précurseur de la Société de transport de Montréal, de 1924 à 1939. En 1928, il préside l'Institut canadien des ingénieurs et il est nommé gouverneur de l'Université McGill en 1931.
Il meurt à son domicile de l'avenue Sydenham à Westmount le 24 juin 1939, au terme d'une longue maladie. Il était âgé de 60 ans.

## Honneurs
- Doctorat honoris causa des universités McGill et Queen's
- La médaille Julian C. Smith a été créée après son décès. Décernée annuellement par l'Institut canadien des ingénieurs, elle honore des ingénieurs dont les contributions ont contribué au développement du Canada.